# Viercontinentenkampioenschap kunstschaatsen 2002
Het Viercontinentenkampioenschap is een jaarlijks terugkerend evenement in het kunstschaatsen dat georganiseerd wordt door de Internationale Schaatsunie (ISU) voor deelnemers uit landen buiten Europa, namelijk van de vier continenten Afrika, Azië, Amerika en Oceanië.
De editie van 2002 was het vierde "4CK" dat werd georganiseerd. Het vond plaats van 21 tot en met 27 januari in Jeonju de hoofdstad van de provincie Jeollabuk-do, Zuid-Korea.
Medailles waren er te verdienen in de traditionele onderdelen: mannen individueel, vrouwen individueel, paarrijden en ijsdansen.

## Deelnemende landen
Alle ISU-leden uit Afrika, Amerika, Azië en Oceanië hadden het recht om maximaal drie startplaatsen per discipline in te vullen. Deze regel is afwijkend ten opzichte van de overige ISU kampioenschappen, waarbij extra startplaatsen worden "verdiend" door de prestaties van de deelnemers in het voorgaande jaar.
Twaalf landen schreven dit jaar deelnemers in voor dit toernooi, Kazachstan vaardigde dit jaar geen deelnemer naar dit kampioenschap af. Zij vulden dit jaar 77 startplaatsen in, drie minder dan in 2001. Alleen de Verenigde Staten vulde de maximale mogelijkheid in van twaalf startplaatsen.
(Tussen haakjes het totaal aantal startplaatsen over de vier onderdelen.)
| Verenigde Staten (12) Canada (11) China (11) Australië (9) | Japan (9) Mexico (6) Oezbekistan (5) Zuid-Afrika (5) | Zuid-Korea (3) Nieuw-Zeeland (2) Taiwan (2) Hongkong (1) |

## Medailleverdeling
In het mannentoernooi werd de debuterende Jeffrey Buttle de vierde man die de titel op zijn naam schreef en na Elvis Stojko in 1999 de tweede Canadees. De Japanner Takeshi Honda op plaats twee behaalde zijn derde medaille, in 1999 werd hij de eerste kampioen en in 2001 ook tweede. De eveneens debuterende Chinees Gao Song nam de derde positie op het erepodium in.
Bij de vrouwen werd Jennifer Kirk de vierde vrouw die de titel op haar naam schreef en na Angela Nikodinov in 2000 de tweede Amerikaanse. Het was haar eerste medaille. Ook voor de Japanse Shizuka Arakawa op plaats twee was het haar eerste medaille. Haar landgenote Yoshie Onda op de derde plaats behaalde haar tweede medaille, ook in 2001 werd ze derde.
Bij de paren stonden alle drie de koppels voor het eerst op het erepodium. Pang Qing / Tong Jian werden het derde paar die de titel op hun naam schreven en na Shen Xue / Zhao Hongbo het tweede Chinese paar. Het Canadese paar Anabelle Langlois / Patrice Archetto eindigden op de tweede plaats en het debuterende Chinese paar Zhang Dan / Zhang Hao namen de derde positie in.
Bij het ijsdansen werd het Amerikaanse paar Naomi Lang / Peter Tchernyshev voor de tweede keer kampioen, ook in 2000 wonnen ze de titel. Het was hun vierde medaille, in 1999 werden ze derde en in 2001 tweede. Voor hun debuterende landgenoten Tanith Belbin / Benjamin Agosto op plaats twee en het Canadese paar Megan Wing / Aaron Lowe op plaats drie was het hun eerste medaille.
| Onderdeel | Goud                           | Zilver                               | Brons                   |
| --------- | ------------------------------ | ------------------------------------ | ----------------------- |
| Mannen    | Jeffrey Buttle                 | Takeshi Honda                        | Gao Song                |
| Vrouwen   | Jennifer Kirk                  | Shizuka Arakawa                      | Yoshie Onda             |
| Paren     | Pang Qing / Tong Jian          | Anabelle Langlois / Patrice Archetto | Zhang Dan / Zhang Hao   |
| IJsdansen | Naomi Lang / Peter Tchernyshev | Tanith Belbin / Benjamin Agosto      | Megan Wing / Aaron Lowe |

## Uitslagen
| #      | naam (deelname)       | land                      | punten | korte kür | lange kür |
| ------ | --------------------- | ------------------------- | ------ | --------- | --------- |
| Goud   | Jeffrey Buttle        | Vlag van Canada           | 3.0    | 2         | 2         |
| Zilver | Takeshi Honda (4)     | Vlag van Japan            | 3.5    | 5         | 1         |
| Brons  | Gao Song              | Vlag van China            | 5.0    | 4         | 3         |
| 4      | Johnny Weir           | Vlag van Verenigde Staten | 5.5    | 3         | 4         |
| 5      | Matthew Savoie (2)    | Vlag van Verenigde Staten | 5.5    | 1         | 5         |
| 6      | Ma Xiaodong           | Vlag van China            | 10.0   | 8         | 6         |
| 7      | Roman Skorniakov (4)  | Vlag van Oezbekistan      | 11.0   | 6         | 8         |
| 8      | Makoto Okazaki        | Vlag van Japan            | 12.0   | 10        | 7         |
| 9      | Yamato Tamura (3)     | Vlag van Japan            | 12.5   | 7         | 9         |
| 10     | Derrick Delmore       | Vlag van Verenigde Staten | 14.5   | 9         | 10        |
| 11     | Jayson Denommee (2)   | Vlag van Canada           | 16.5   | 11        | 11        |
| 12     | Guo Zhengxin (2)      | Vlag van China            | 19.0   | 14        | 12        |
| 13     | Vladimir Belomoin (2) | Vlag van Oezbekistan      | 19.0   | 12        | 13        |
| 14     | Bradley Santer (3)    | Vlag van Australië        | 20.5   | 13        | 14        |
| 15     | Dino Quattrocecere    | Vlag van Zuid-Afrika      | 23.5   | 17        | 15        |
| 16     | Daniel Harries        | Vlag van Australië        | 24.0   | 16        | 16        |
| 17     | Stuart Beckingham     | Vlag van Australië        | 26.0   | 18        | 17        |
| 18     | Mauricio Medellin (3) | Vlag van Mexico           | 26.5   | 15        | 19        |
| 19     | Gareth Echardt        | Vlag van Zuid-Afrika      | 27.5   | 19        | 18        |
| 20     | Manuel Segura (2)     | Vlag van Mexico           | 30.0   | 20        | 20        |
| 21     | Simon Thode (2)       | Vlag van Nieuw-Zeeland    | 31.5   | 21        | 21        |
| 22     | Michael Gilpin        | Vlag van Mexico           | 33.0   | 22        | 22        |
| -      | Emanuel Sandhu (4)    | Vlag van Canada           |        | tzt *     |           |

| #                | naam (deelname)              | land                      | punten | korte kür | lange kür |
| ---------------- | ---------------------------- | ------------------------- | ------ | --------- | --------- |
| Goud             | Jennifer Kirk (2)            | Vlag van Verenigde Staten | 2.5    | 3         | 1         |
| Zilver           | Shizuka Arakawa (3)          | Vlag van Japan            | 3.0    | 2         | 2         |
| Brons            | Yoshie Onda (3)              | Vlag van Japan            | 3.5    | 1         | 3         |
| 4                | Jennifer Robinson (4)        | Vlag van Canada           | 6.5    | 5         | 4         |
| 5                | Ann Patrice McDonough        | Vlag van Verenigde Staten | 7.0    | 4         | 5         |
| 6                | Annie Bellemare (4)          | Vlag van Canada           | 9.0    | 6         | 6         |
| 7                | Fang Dan (2)                 | Vlag van China            | 11.0   | 8         | 7         |
| 8                | Akiko Suzuki                 | Vlag van Japan            | 14.0   | 12        | 8         |
| 9                | Joannie Rochette             | Vlag van Canada           | 14.0   | 10        | 9         |
| 10               | Tatiana Malinina (4)         | Vlag van Oezbekistan      | 14.5   | 7         | 11        |
| 11               | Andrea Gardiner (2)          | Vlag van Verenigde Staten | 15.5   | 11        | 10        |
| 12               | Miriam Manzano (2)           | Vlag van Australië        | 18.5   | 13        | 12        |
| 13               | Joanne Carter (3)            | Vlag van Australië        | 18.5   | 9         | 15        |
| 14               | Anastasiya Gimazetdinova (4) | Vlag van Oezbekistan      | 20.0   | 14        | 13        |
| 15               | Shirene Human (4)            | Vlag van Zuid-Afrika      | 24.0   | 18        | 15        |
| 16               | Jenna-Ann Buys               | Vlag van Zuid-Afrika      | 24.5   | 15        | 17        |
| 17               | Park Bit-na (2)              | Vlag van Zuid-Korea       | 25.5   | 19        | 16        |
| 18               | Wang Qingyun                 | Vlag van China            | 26.0   | 16        | 18        |
| 19               | Gladys Orozco Montemayor (3) | Vlag van Mexico           | 29.0   | 20        | 19        |
| 20               | Shin Yea-Ji (2)              | Vlag van Zuid-Korea       | 30.5   | 21        | 20        |
| 21               | Christine Lee (2)            | Vlag van Hongkong         | 31.5   | 17        | 23        |
| 22               | Rocio Salas Visuet (4)       | Vlag van Mexico           | 32.5   | 23        | 21        |
| 23               | Diane Chen (3)               | Vlag van Taiwan           | 33.0   | 22        | 22        |
| 24               | Sarah-Yvonne Prytula (2)     | Vlag van Australië        | 36.0   | 24        | 24        |
| Alleen korte kür |                              |                           |        |           |           |
| 25               | Quinn Wilmans (3)            | Vlag van Zuid-Afrika      |        | 25        |           |
| 26               | Helena Garcia                | Vlag van Mexico           |        | 26        |           |
| 27               | Imelda-Rose Hegerty (2)      | Vlag van Nieuw-Zeeland    |        | 27        |           |
| 28               | Anny Hou                     | Vlag van Taiwan           |        | 28        |           |
| -                | Choi Young-eun (3)           | Vlag van Zuid-Korea       |        | tzt *     |           |

| #      | naam                                        | land                      | punten | korte kür | lange kür |
| ------ | ------------------------------------------- | ------------------------- | ------ | --------- | --------- |
| Goud   | Pang Qing (4) Tong Jian (4)                 | Vlag van China            | 1.5    | 1         | 1         |
| Zilver | Anabelle Langlois (2) Patrice Archetto (2)  | Vlag van Canada           | 3.0    | 2         | 2         |
| Brons  | Zhang Dan Zhang Hao                         | Vlag van China            | 5.0    | 4         | 3         |
| 4      | Valerie Marcoux Bruno Marcotte              | Vlag van Canada           | 6.5    | 5         | 4         |
| 5      | Stephanie Kalesavich Aaron Parchem          | Vlag van Verenigde Staten | 6.5    | 3         | 5         |
| 6      | Jacinthe Larivière Lenny Faustino           | Vlag van Canada           | 9.5    | 7         | 6         |
| 7      | Rena Inoue John Baldwin jr.                 | Vlag van Verenigde Staten | 10.0   | 6         | 7         |
| 8      | Ding Yang Ren Zongfei                       | Vlag van China            | 12.0   | 8         | 8         |
| 9      | Yuko Kawaguchi (2) Alexander Markuntsov (2) | Vlag van Japan            | 14.0   | 10        | 9         |
| 10     | Kathryn Orscher Garrett Lucash              | Vlag van Verenigde Staten | 14.5   | 9         | 10        |

| #      | naam                                   | land                      | punten | verpl. kür 1 | verpl. kür 2 | org. kür | vrije kür |
| ------ | -------------------------------------- | ------------------------- | ------ | ------------ | ------------ | -------- | --------- |
| Goud   | Naomi Lang (4) Peter Tchernyshev (4)   | Vlag van Verenigde Staten | 2.0    | 1            | 1            | 1        | 1         |
| Zilver | Tanith Belbin Benjamin Agosto          | Vlag van Verenigde Staten | 4.0    | 2            | 2            | 2        | 2         |
| Brons  | Megan Wing (4) Aaron Lowe (4)          | Vlag van Canada           | 6.0    | 3            | 3            | 3        | 3         |
| 4      | Beata Handra (3) Charles Sinek (3)     | Vlag van Verenigde Staten | 8.0    | 4            | 4            | 4        | 4         |
| 5      | Josee Piche (2) Pascal Denis (2)       | Vlag van Canada           | 10.0   | 5            | 5            | 5        | 5         |
| 6      | Zhang Weina (4) Cao Xianming (4)       | Vlag van China            | 12.0   | 6            | 6            | 6        | 6         |
| 7      | Yang Tae-hwa Lee Chuen-gun             | Vlag van Zuid-Korea       | 14.0   | 7            | 7            | 7        | 7         |
| 8      | Rie Arikawa (3) Kenji Miyamoto (3)     | Vlag van Japan            | 16.2   | 8            | 9            | 8        | 8         |
| 9      | Nozomi Watanabe (4) Akiyuki Kido (4)   | Vlag van Japan            | 17.8   | 9            | 8            | 9        | 9         |
| 10     | Qi Jia Sun Xu                          | Vlag van China            | 20.4   | 11           | 11           | 10       | 10        |
| 11     | Fan Ru (2) Suo Bin (2)                 | Vlag van China            | 21.6   | 10           | 10           | 11       | 11        |
| 12     | Julia Klochko (2) Ramil Sarkulov (2)   | Vlag van Oezbekistan      | 24.2   | 13           | 12           | 12       | 12        |
| 13     | Natalie Buck (2) Trent Nelson-Bond (3) | Vlag van Australië        | 25.8   | 12           | 13           | 13       | 13        |
| 14     | Aimee Hartog Daniel Price (2)          | Vlag van Australië        | 28.2   | 14           | 15           | 14       | 14        |
| 15     | Kirstie Kettleton Trevor Sieders       | Vlag van Australië        | 29.8   | 15           | 14           | 15       | 15        |

1999 · 
2000 · 
2001 · 
2002 · 
2003 · 
2004 · 
2005 · 
2006 ·
2007 ·
2008 ·
2009 ·
2010 ·
2011 ·
2012 ·
2013 ·
2014 ·
2015 ·
2016 ·
2017 ·
2018 ·
2019 ·
2020 ·
2021 ·
2022
EK kunstschaatsen ·
WK kunstschaatsen ·
WK kunstschaatsen junioren ·
Olympische Spelen